# Maurizio Galbaio
Maurizio Galbaio (zm. 787) – doża wenecki od 764 do 787.